# Dracosciadium
Dracosciadium är ett släkte i familjen flockblommiga växter.

## Arter
Släktet omfattar två arter, som båda återfinns i nordöstra Sydafrika:
- Dracosciadium italae
- Dracosciadium saniculifolium